# Parque del Plata
Parque del Plata è una città dell'Uruguay, situata nel Dipartimento di Canelones.
Località balneare della Costa d'Oro uruguaiana, sorge sulle sponde del Río de la Plata, a 49 km a est dalla capitale Montevideo.